# Faster, Pussycat! Kill! Kill!
Faster, Pussycat, Kill! Kill! è un film del 1965, diretto da Russ Meyer.
È considerato un cult movie, amato da registi quali John Waters (che l'ha definito «il miglior film della storia del cinema») e Quentin Tarantino.

## Trama

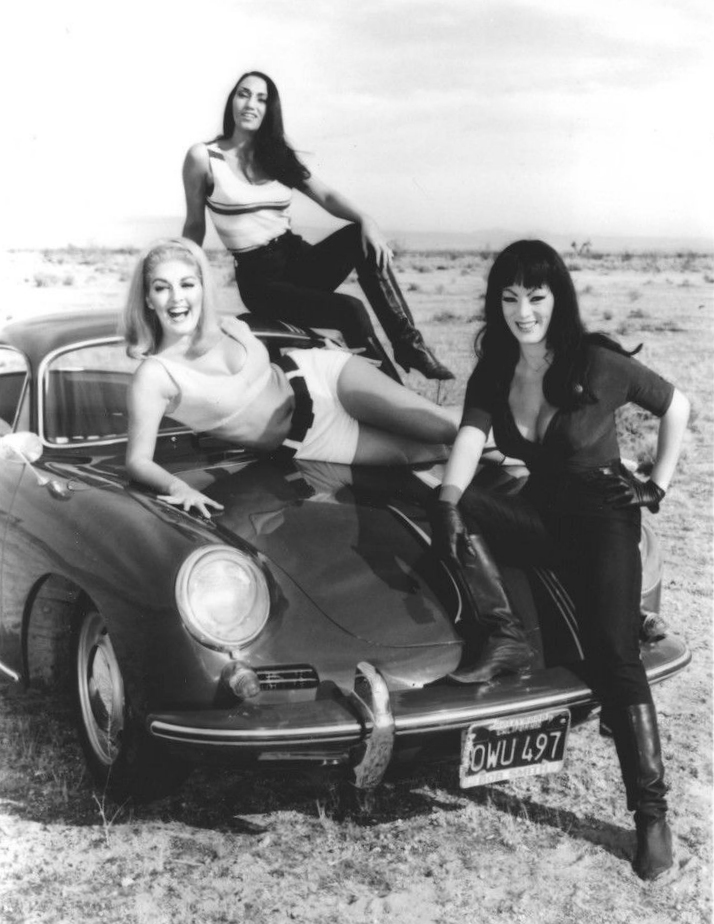
Foto sul set delle 3 protagoniste

Tre prorompenti go-go dancer, Varla, leader del trio, Rosie, innamorata segretamente di Varla, e Billie, la più indipendente e solare, se ne vanno in giro per il deserto a bordo di auto sportive. Dopo una improvvisa deviazione di Billie, che decide di farsi un bagno al fiume, incontrano Tommy accompagnato dalla giovanissima Linda. Varla sfida Tommy a una corsa sulle auto, dalla quale il ragazzo esce sconfitto dopo aver perso il controllo del mezzo. Poi improvvisamente le ragazze si dimostrano aggressive con Linda e ne nasce una colluttazione tra Tommy e Varla. Dapprima il ragazzo sembra avere la meglio, ma Varla reagisce e lo tramortisce colpendolo alle spalle con alcuni colpi di karate e infine lo uccide spezzandogli l'osso del collo.
Linda, che ha assistito a tutta la scena, sviene tra le braccia di Billie e viene rapita da Varla che le somministra un potente narcotico. Lungo una strada desolata le ragazze si fermano in una stazione di rifornimento e notano un anziano sulla sedia a rotelle accompagnato dal figlio, un ragazzo muscoloso, chiamato il Vegetale, che non parla mai. Il benzinaio riferisce loro che l'anziano vive in un decrepito ranch con i suoi due figli e tiene in casa un'ingente somma di denaro. Le tre decidono di rapinare l'uomo e lo seguono fino al suo ranch.
Giunte al ranch, le ragazze vengono accolte con sospetto dai tre uomini, tra cui c'è anche Kirk, l'altro figlio del vecchio, all'apparenza il più normale dei tre. Varla e le compagne fingono di essere capitate lì per caso e chiedono di usare il serbatoio dell'acqua. Per giustificare la presenza di Linda, inventano una storia in cui la giovane viene dipinta come una ragazzina ribelle che, dopo la morte accidentale del suo fidanzato, è fuggita in preda allo choc e loro hanno ricevuto il compito di riportarla dai suoi genitori. La storia sembra convincere gli uomini e sono invitate a pranzare insieme a loro mentre Kirk esce in auto a fare provviste.
Seguendo il loro piano, Varla e Rosie esplorano il luogo e Billie è incaricata di sorvegliare Linda e distrarre il Vegetale. Billie inizia a stuzzicare il muscoloso ragazzo, che però si dimostra molto turbato e non ha nessuna possibilità di creare alcun rapporto con le donne. Intanto l'uomo anziano molesta Linda, che riesce a fuggire. Incontra Kirk, che sta tornando dal fare la spesa, e lo supplica d'aiutarla. Ma egli, in buona fede, la riconduce al ranch. Il vecchio chiede perché non sia stata avvertita la polizia del ritrovamento di Linda. Varla dice loro che la famiglia della ragazza, importante e altolocata, ha incaricato lei e le sue compagne di riportare Linda a casa senza creare scalpore.

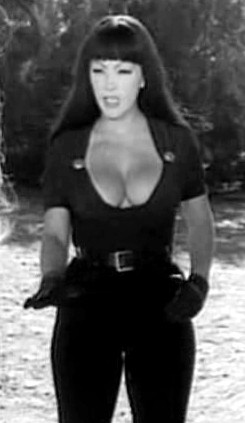
Varla in una scena

Durante la conversazione a pranzo, si scopre che la moglie dell'uomo anziano è morta dando alla luce il Vegetale e per questo il vecchio l'odia. Billie, intanto, inizia a bere troppo ed è presto ubriaca. Varla la schiaffeggia, Linda inizia a urlare e dice che Varla è un'assassina, che è stata lei a uccidere il suo ragazzo, ma nessuno le crede. Varla inizia a provocare Kirk e lo seduce, tra gli sguardi gelosi di Rosie. Kirk sembra innamorarsi di lei, ma nutre anche un atteggiamento servile con il padre, che, si scopre ha un sentimento avverso verso le donne. Di fatto l'anziano padre sta meditando di uccidere le tre ragazze e seppellire i loro corpi nel deserto, mentre Varla, invece, ha in mente un piano per derubare tutti i soldi che il vecchio tiene nascosti.
Intanto Linda riesce nuovamente a fuggire e sulle sue tracce si mettono il vecchio e il Vegetale, seguiti da Varla e Kirk. Arriva per primo il Vegetale e il padre gli ordina di far del male alla ragazza, ma lui non obbedisce, anzi si mette a piangere davanti alla ragazza, tra lo sguardo sorpreso e disgustato del padre. Giungono anche Varla e Kirk che inizia a credere alla versione di Linda e, dopo un diverbio col padre, decide di percorrere a piedi il tragitto di ritorno portando con sé la ragazza. Varla è la prima a rientrare al ranch e Billie le manifesta l'intenzione di estromettersi dal gruppo, ma mentre fa per andarsene Varla si fa dare il coltello da Rosie e lo lancia colpendo Billie alle spalle, che crolla a terra e muore dopo una breve agonia. Intanto anche il vecchio e il Vegetale tornano alla fattoria e minaccia Varla dicendo che lei e le altre ragazze devono andarsene. Poco dopo scoprono il cadavere di Billie, il Vegetale è affranto e si mette a piangere mentre il vecchio, intuisce il pericolo e tenta di rientrare in casa per prendere il fucile. Varla monta in macchina e insegue il vecchio che, travolto, cade dalla sedia a rotelle e muore; Varla scopre così che i soldi stavano nascosti proprio nella sedia.
Rosie raggiunge il capezzale di Billie per riprendersi il coltello, ma trova il Vegetale che appare duramente provato per la morte della ragazza, tanto che fa pensare che ne fosse innamorato. Quest'ultimo sfila il coltello dalla schiena del cadavere e cogliendo Rosie di sorpresa, la afferra per la nuca e la uccide con tre fendenti al ventre. Varla, quindi riparte in auto e investe anche il Vegetale, che però sopravvive all'urto e si trascina a ridosso di una staccionata. Così, Varla tenta di finirlo schiacciandolo contro lo steccato ma, grazie alla sua incredibile forza, il Vegetale riesce a respingere gli attacchi finché l'auto di Varla rimane insabbiata e il ragazzo crolla esausto per le ferite riportate.
Varla prende il furgone del vecchio e parte alla ricerca di Kirk e Linda, che stanno vagando nel deserto. I due vedono il furgone e pensano sia il Vegetale venuto a prenderli: mentre il veicolo s'avvicina a folle velocità, Kirk nota che il fratello non guida così, rendendosi conto che alla guida c'è Varla. Kirk e Linda tentano di scappare, ma, dopo un lungo inseguimento, Varla riesce a braccarli. Inizia una lotta tra lei e Kirk. Ancora una volta Varla dimostra le sue abilità di lottatrice e sta per sopraffare l'uomo, ma è Linda a risolvere la situazione, riesce a mettere in moto il camion e a investire in pieno Varla, uccidendola. Kirk rincuora Linda, tra i due sembra nascere una nuova amicizia e se ne vanno insieme.

## Produzione

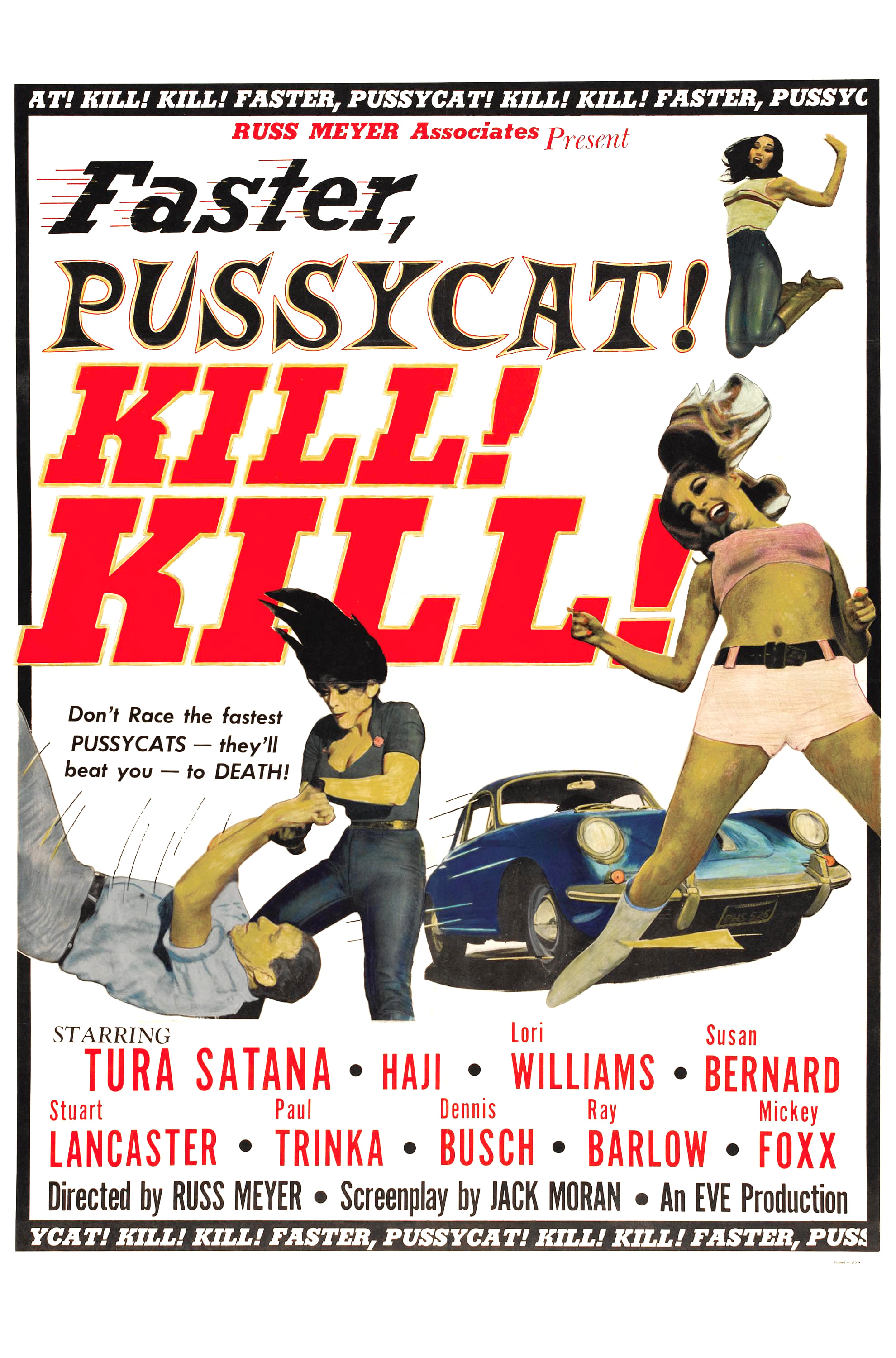
Locandina ufficiale del film

### Riprese
Il film fu girato in California interamente in bianco e nero, per via del modesto budget a disposizione, di soli 45.000 dollari.
La lavorazione fu segnata dalle continue liti tra il regista Meyer e la protagonista Tura Satana: lei infatti voleva girare le proprie scene in una maniera diversa da come desiderava il regista, che replicava ricordandole che lui aveva sempre l'ultima parola. Non sempre, però, il regista riuscì ad averla vinta. Durante la lavorazione del film Meyer aveva tassativamente vietato a tutta la troupe di fare sesso, ma l'attrice infranse il divieto.
Ci furono altri problemi, durante la lavorazione del film: Lori Williams, durante il suo provino, aveva dichiarato di saper guidare l'auto, ma sul set saltò fuori che in realtà non aveva mai guidato in vita sua. Meyer così obbligò la Williams a prendere veloci lezioni di guida, dato che le riprese erano già iniziate, in mezzo al deserto, e non poteva cambiare attrice.
Un altro problema sorse con la sedicenne Susan Bernard. La ragazzina era accompagnata sul set dalla madre che si lamentò costantemente col regista ritenendo che la figlia non avesse abbastanza scene nel film.

## Promozione

### Tagline promozionali
- «Russ Meyer's ode to the violence in women»;
«L'ode di Russ Meyer alla violenza femminile»;
- «Superwomen! Belted, buckled and booted!»;
- «Go-Go For a Wilde Ride With the Action Girls!».

## Distribuzione
Il film uscì nelle sale cinematografiche statunitensi a partire dal 6 agosto 1965, anche con altri titoli:
- The Leather Girls;
- The Mankillers;
- Pussycat.

In Italia, il film è rimasto inedito fino alla sua uscita direttamente in home video nei primi anni novanta, su distribuzione Domovideo.

## Accoglienza
Faster, Pussycat, Kill! Kill! si rivelò inaspettatamente un totale flop, sia al botteghino che per la critica. Come spiegò poi il regista Meyer:
«Il film fu poi riscoperto dalle femministe, ma io l'ho girato solo per fare un sacco di soldi, non pensavo di battere la grancassa. Credo che il pubblico non abbia realmente capito le sottili implicazioni lesbiche che si nascondevano nella trama».
Il film però si rifece ampiamente negli anni successivi, diventando un film di culto, adorato dalle femministe e dagli amanti del genere exploitation.

## Progetti futuri mai realizzati
Meyer aveva più volte annunciato di voler girare un remake a colori del film, ambientato negli stessi luoghi, ma con più uomini muscolosi e molte altre figure femminili dalle forme prosperose. Il ruolo di Varla sarebbe andato a Pandora Peaks, in seguito protagonista del suo ultimo film, Pandora Peaks. Il progetto non fu mai realizzato, pare a causa di Tura Satana, che aveva ottenuto i diritti sulla sua immagine e sul personaggio di Varla, quindi Meyer avrebbe dovuto cambiare il nome della protagonista.